# جون لوك نداييشيمي
جون لوك نداييشيمي (بالإنجليزية: Jean-Luc Ndayishimiye) (25 مايو 1991 بكيغالي في رواندا - ) هو لاعب كرة قدم رواندي في مركز حراسة المرمى. شارك مع منتخب رواندا لكرة القدم. أما مع النوادي، فقد لعب مع نادي الجيش الوطني الرواندي ونادي رايون سبورتس وATRACO F.C. ‏.

## وصلات خارجية
- جون لوك نداييشيمي على موقع ناشيونال فوتبول تيمز (الإنجليزية)